# Gare d'Éguzon
La gare d'Éguzon est une gare ferroviaire française, de la ligne des Aubrais - Orléans à Montauban-Ville-Bourbon, située sur le territoire de la commune d'Éguzon-Chantôme, dans le département de l'Indre, en région Centre-Val de Loire.
C'est une halte de la Société nationale des chemins de fer français (SNCF), desservie par les trains du réseau TER Centre-Val de Loire.

## Situation ferroviaire
Établie à 284 m d'altitude, la gare d'Éguzon est située au point kilométrique (PK) 316,400 de la ligne des Aubrais - Orléans à Montauban-Ville-Bourbon, entre les gares de Celon et de Saint-Sébastien.

## Histoire

### Fréquentation
La fréquentation de la gare est détaillée dans le tableau ci-dessous :
| 2014  | 2015  | 2016  | 2017  | 2018  | 2019  | 2020  | 2021  | 2022   | 2023   |
| ----- | ----- | ----- | ----- | ----- | ----- | ----- | ----- | ------ | ------ |
| 5 399 | 5 382 | 5 731 | 6 297 | 4 776 | 4 960 | 1 996 | 4 941 | 10 316 | 12 866 |

## Service des voyageurs

### Accueil

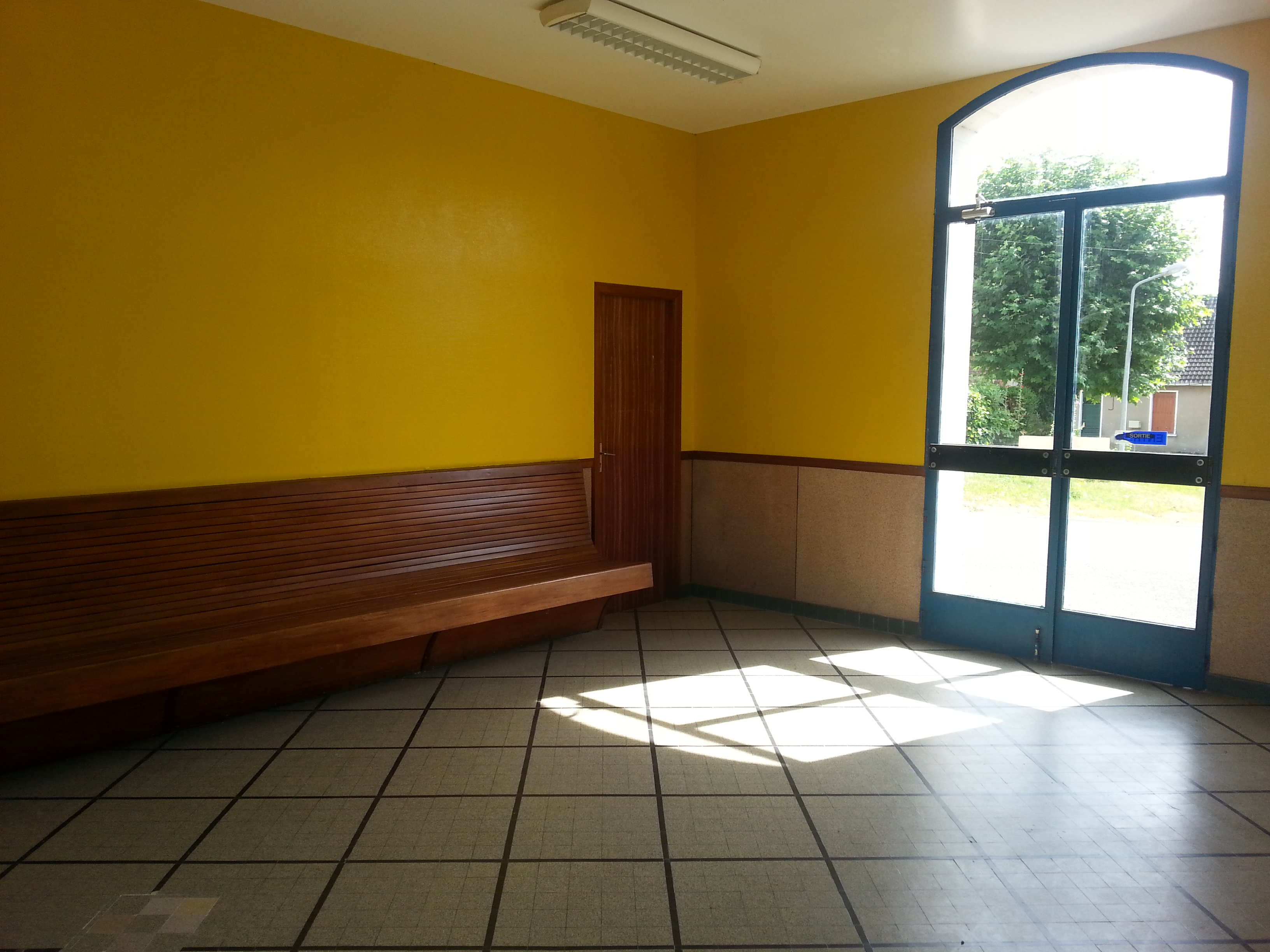
La salle d'attente du bâtiment voyageurs.

Halte SNCF, c'est un point d'arrêt non géré (PANG) à entrée libre.
Elle est équipée de deux quais latéraux : le quai 1 (voie 1) mesure 126 m de long  et le quai 2 (voie 2) mesure 113 m de long. Les deux quais possèdent un abri voyageurs et le changement de quai se fait par un platelage posé entre les voies (passage protégé).

### Desserte

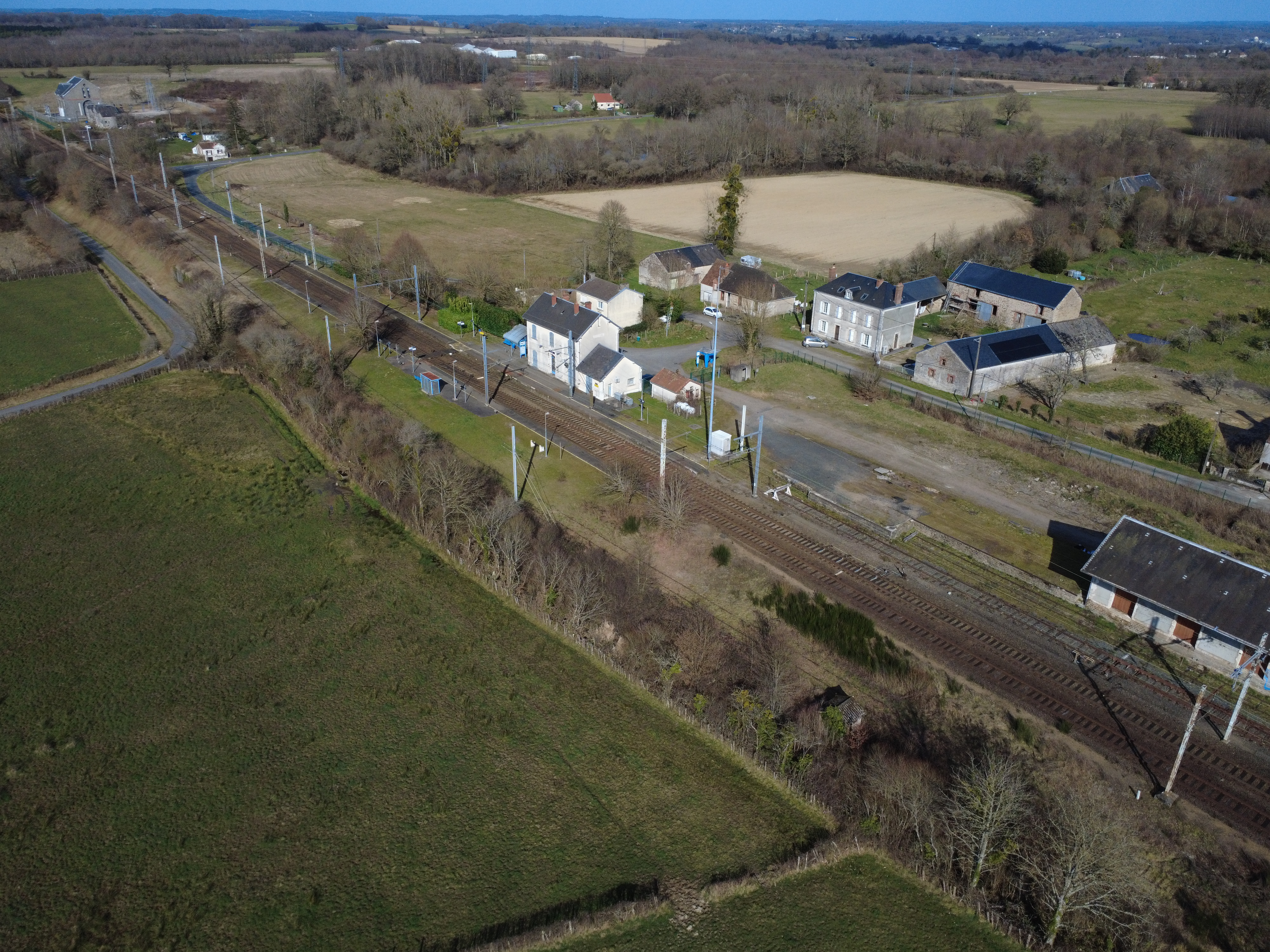
Vue générale.

Éguzon est desservie par des trains TER Centre-Val de Loire, qui circulent entre Orléans, Vierzon, Châteauroux et Limoges.

### Intermodalité

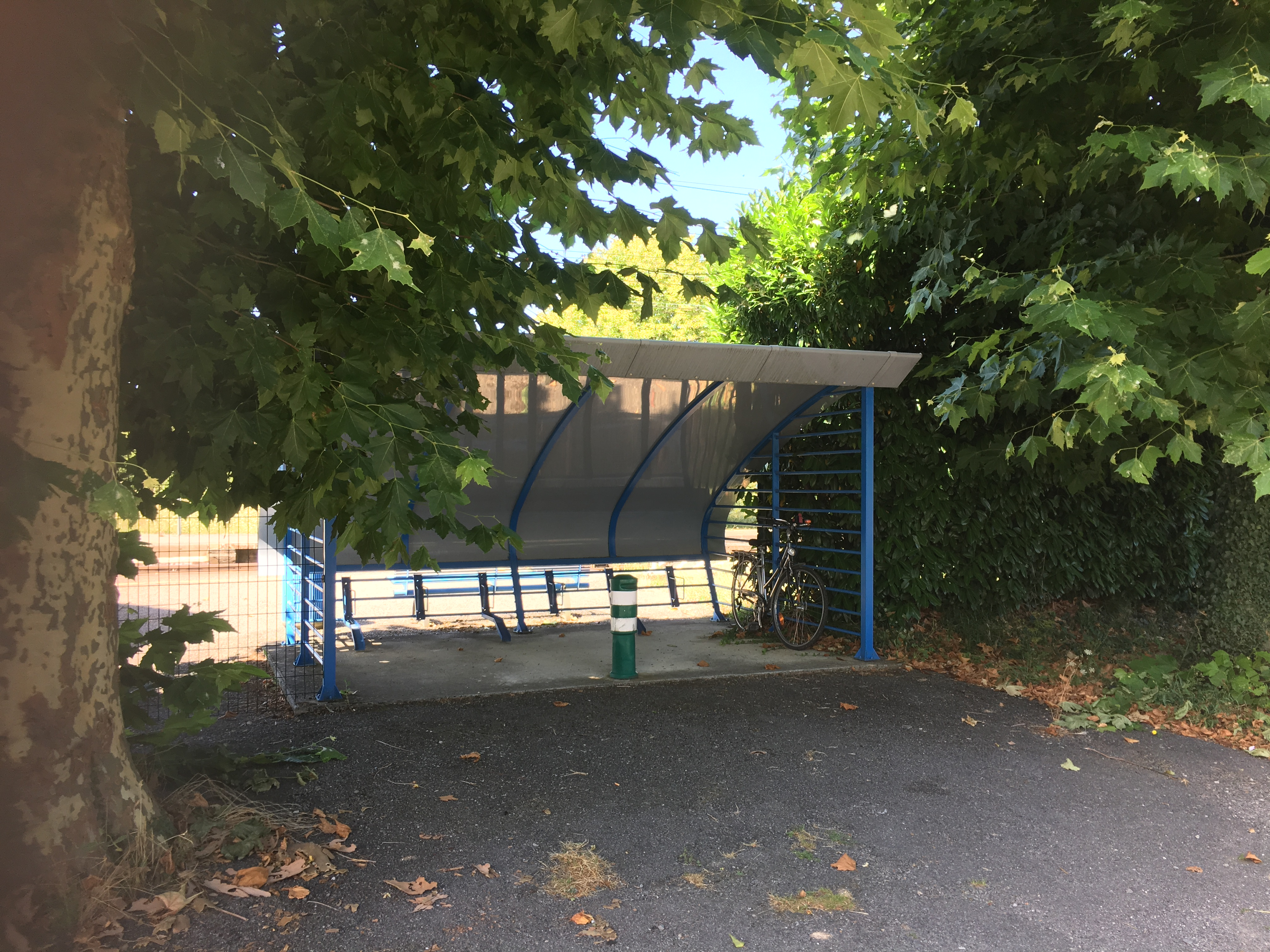
Le garage à vélos.

La gare est desservie par la ligne 1.3 du réseau d'autocars TER Centre-Val de Loire. Un parc de stationnement pour les véhicules motorisés et les vélos y est aménagé.